# 運輸局
運輸局（英語：Transport Bureau，約1981年—2002年）曾是香港特別行政區政府主管運輸政策的部門。

## 歷史
運輸局前身是香港回歸前的為布政司署運輸科，該科於1981年9月工務司署分拆時增設。2002年時任行政長官董建華推行主要官員問責制，運輸局合併至環境運輸及工務局。2007年7月1日決策局重組後，被劃入新成立的運輸及房屋局。2022年7月1日決策局再度重組後，被劃入新成立的運輸及物流局。

## 歷任首長

### 英屬香港時期
運輸司（Secretary for Transport）
- 鍾信（Johnson，1981年9月─1981年12月31日）
- 施恪（Scott，1982年1月1日─1985年2月）
- 麥法誠（IAN FRANCIS CLUNY MACPHERSON[1]，1985年2月─1986年6月28日）
- 高禮和（HARNAM SINGH GREWAL[2]，1986年6月29日─1987年2月8日）
- 梁文建（1987年2月9日─1993年5月）
- 楊啟彥（1993年6月─9月）
- 鮑文（HAIDER HATIM TYEBJEE BARMA[3]，1993年10月─1996年6月）
- 蕭炯柱（1996年6月─1997年6月30日）

### 香港特別行政區時期
運輸局局長（Secretary for Transport，英文名字保持不變）
- 蕭炯柱（1997年7月1日─1997年8月）
- 吳榮奎（1997年8月4日─2002年4月1日）
  - 鄧國威（署理，2002年4月2日－2002年6月30日）[4][5]